# Mouflaines
Mouflaines es una localidad y comuna francesa situada en la región de Alta Normandía, departamento de Eure, en el distrito de Les Andelys y cantón de Étrépagny.

## Demografía
| 154 | 160 | 161 | 144 | 115 | 112 |
| Para los censos de 1962 a 1999 la población legal corresponde a la población sin duplicidades (Fuente: INSEE [Consultar]) |     |     |     |     |     |

## Lugares y monumentos
- Antiguo molino, del siglo XVII, instcrito en el inventario de monumentos históricos.